# Маньяс (ільче)
Маньяс (тур. Manyas) — ільче (округ) у складі ілу Баликесір на заході Туреччини. Адміністративний центр — місто Маньяс.
Ільче утворений 1936 року шляхом відокремлення від ільче Бандирма.

## Склад
До складу ільче (округу) входить 3 буджаки (райони) та 46 населених пунктів (3 міста та 43 села):
| Поселення | Площа, км² | Населення, осіб (2010) | Центр    | Населені пункти |
| --------- | ---------- | ---------------------- | -------- | --------------- |
| Дариджа   | -          | 1304                   | Дариджа  | 9               |
| Маньяс    | -          | 15373                  | Маньяс   | 28              |
| Шевкетіє  | -          | 5600                   | Шевкетіє | 9               |

### Найбільші населені пункти
| №  | Населений пункт | Населення, осіб (2010) |
| -- | --------------- | ---------------------- |
| 1  | Маньяс          | 6 501                  |
| 2  | Салур           | 1 931                  |
| 3  | Кизикса         | 1 237                  |
| 4  | Богазпинар      | 701                    |
| 5  | Акчаова         | 693                    |
| 6  | Коджагьол       | 693                    |
| 7  | Сюлейманли      | 622                    |
| 8  | Кулак           | 580                    |
| 9  | Чамли           | 561                    |
| 10 | Бьолджеагач     | 541                    |